# Octophiophora lacertae
Octophiophora lacertae is een eenoogkreeftjessoort, de plaatsing in een familie is nog onzeker. De wetenschappelijke naam van de soort is voor het eerst geldig gepubliceerd in 1988 door Stock.